# Фонд защиты окружающей среды
Фонд защиты окружающей среды (англ. Environmental Defense Fund, EDF) — базирующаяся в США некоммерческая организация по защите окружающей среды. Известна своей работой над такими проблемами, как глобальное потепление, восстановление экосистем, океаны и здоровье человека, и выступает за использование надёжной науки, экономики и права для поиска эффективных экологических решений. Её работа часто направлена на пропаганду рыночных решений экологических проблем.
Штаб-квартира EDF находится в Нью-Йорке, региональные офисы расположены по всей территории США (Остин (Техас), Боулдер (Колорадо), Лос-Анджелес, Роли (Северная Каролина), Сан-Франциско; Вашингтон, округ Колумбия, Сент-Питерсберг (Флорида) и Бостон) и в других странах (Лондон, Брюссель, Мумбаи и Пекин), а учёные и специалисты фонда работают по всему миру.
С 1984 года президентом фонда является Фред Крупп, доктор права, преподававший экологическое право в Йельском и Мичиганском университетах. В мае 2011 года Крупп вошёл в группу экспертов, назначенных министром энергетики США Стивеном Чу в подкомитет Консультативного совета по энергетике, которому было поручено разработать рекомендации по улучшению безопасности и экологических показателей гидроразрыва пласта природного газа из сланцевых формаций. Подкомитет опубликовал промежуточный отчёт в августе, а окончательный вариант вышел в ноябре того же года.
В 1991 году The Economist назвал EDF «самыми экономически грамотными зелёными активистами Америки». Организация заняла первое место среди экологических групп в глобальном исследовании Financial Times 2007 года, в котором участвовали 850 партнёрств между бизнесом и некоммерческими организациями. Charity Navigator, независимый оценщик благотворительности, с 1 июня 2012 года дал EDF общий рейтинг четыре из четырёх звезд.